# Центральний Коралай-Патту (підрозділ окружного секретаріату)
Підрозділ окружного секретаріату Центральний Коралай-Патту — підрозділ окружного секретаріату округу Баттікалоа, Східна провінція, Шрі-Ланка. Складається з 9 Грама Ніладхарі.

## Демографія
| №    | Грама Ніладхарі               | Населення | Чоловіки | Жінки | Діти  | Дорослі |
| ---- | ----------------------------- | --------- | -------- | ----- | ----- | ------- |
| 206  | Валайченай-4-Муслім           | 2142      | 1104     | 1038  | 853   | 1289    |
| 206A | Північний Брайнтурайченай     | 2974      | 1489     | 1485  | 1270  | 1704    |
| 206B | Валайченай-5-Муслім           | 1983      | 1049     | 934   | 798   | 1185    |
| 206C | Південний Брайнтурайченай     | 4524      | 2235     | 2289  | 1939  | 2585    |
| 206D | Південний Валайченай-5-Муслім | 2652      | 1311     | 1341  | 1048  | 1604    |
| 208A | Мавадіченай                   | 2741      | 1373     | 1368  | 1102  | 1639    |
| 208D | Чемман-Одай                   | 3771      | 1771     | 2000  | 1568  | 2203    |
| 210C | Тіяваттаван                   | 1926      | 945      | 981   | 841   | 1085    |
| 211B | Регітенна, Джеянтіяя          | 1797      | 930      | 867   | 811   | 986     |
|      | Всього                        | 24510     | 12207    | 12303 | 10230 | 14280   |